# Joel Zayas
Joel Fernando Zayas Cabrera, mais conhecido como Joel Zayas (Assunção, 17 de setembro de 1977), é um ex-futebolista paraguaio que atuava como goleiro.

## Carreira
Em junho de 2007, depois de grandes atuações pelo seu time o Bolívar, foi convocado para a Seleção Paraguaia de Futebol que participou da Copa América de 2007. Nas quartas de final da competição, o Paraguai jogou contra o México. No segundo minuto, o goleiro Aldo Bobadilla foi expulso depois de uma falta sobre Nery Castillo e, depois de Justo Villar ter se machucado no início do torneio, acabou dando a Zayas a chance de jogar no resto da partida. O Paraguai terminou o jogo com 10 jogadores e, eventualmente, perderam de 6-0, acabando assim a campanha na competição.
Após o torneio Copa América, Zayas foi transferido para o Guaraní. Em 2009, ele voltou para a Bolívia, só desta vez, ele assinou com o clube Jorge Wilstermann.